# Sylvère Maes

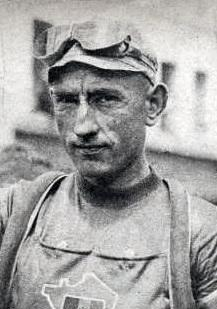
Sylvère Maes.

Sylvère Maes, född 27 augusti 1909 i Zevekote, Västflandern, död 5 december 1966 i Oostende, var en belgisk professionell tävlingscyklist.
Maes vann Tour de France 1936 och 1939 samt Paris–Roubaix 1933. Han hade sin styrka i Alpernas och Pyrenéernas krävande bergsetapper.

## Meriter
| 1932 2:a i Kampioenschap van Vlaanderen 2:a i GP Ninove 5:a i Lille–Bryssel 7:a i Grand Prix des Nations (ITT) 1933 Vinnare av Paris–Roubaix Vinnare av Schaal Sels 4:a i linjelopp vid Belgiska mästerskapen 5:a totalt i Tour de l'Ouest 9:a i Flandern runt 10:a i Paris–Bryssel 1934 5:a i Omloop der Vlaamse Gewesten 7:a i linjelopp vid Belgiska mästerskapen 8:a totalt i Tour de France Vinnare av etapp 23 8:a i GP Stad Vilvoorde 9:a i Paris–Bryssel 1935 4:a totalt i Tour de France Vinnare av etapp 15 2:a i bergspristävlingen 9:a i Paris–Bryssel 1936 Vinnare totalt av Tour de France Vinnare av etapperna 13b (ITT), 14b (1TT), 16 och 18b (ITT) 2:a i bergspristävlingen 2:a i Paris–Rennes 4:a i Paris–Bryssel 10:a i Paris–Tours | 1937 Vinnare av etapp 5b i Tour de France 3:a i bergspristävlingen 5:a i linjelopp vid Belgiska mästerskapen 6:a i Paris–Bryssel 8:a totalt i Paris–Nice 9:a i Flandern runt 1938 2:a i Flandern runt 2:a i La Flèche Wallonne 5:a i Liège–Bastogne–Liège 1939 Vinnare totalt av Tour de France Vinnare av bergspristävlingen Vinnare av etapperna 15 och 16b (ITT) 5:a i Paris–Tours 1947 5:a totalt i Giro d'Italia 6:a i Omloop Het Volk 9:a totalt i Belgien runt 1948 5:a totalt i Dwars door België 1935 3:a i Paris sexdagars med Romain Maes |